# IndyCar Series 2007
IndyCar Series 2007 kördes över 17 omgångar under perioden 24 mars-9 september 2007. Mästare blev Dario Franchitti, Storbritannien.

## Utvalda förare och team
| Team                   | Förare                                                     |
| ---------------------- | ---------------------------------------------------------- |
| Team Penske            | Sam Hornish Jr. Hélio Castroneves                          |
| Andretti Green Racing  | Dario Franchitti Tony Kanaan Danica Patrick Marco Andretti |
| Chip Ganassi Racing    | Scott Dixon Dan Wheldon                                    |
| Rahal Letterman Racing | Scott Sharp Ryan Hunter-Reay                               |

## Deltävlingar
| Datum       | Bana             | Vinnare           | Team                  | Rapport |
| ----------- | ---------------- | ----------------- | --------------------- | ------- |
| 24 mars     | Homestead        | Dan Wheldon       | Chip Ganassi Racing   | *       |
| 1 april     | Saint Petersburg | Hélio Castroneves | Team Penske           | *       |
| 21 april    | Motegi           | Tony Kanaan       | Andretti Green Racing | *       |
| 29 april    | Kansas           | Dan Wheldon       | Chip Ganassi Racing   | *       |
| 27 maj      | Indianapolis 500 | Dario Franchitti  | Andretti Green Racing | *       |
| 3 juni      | Milwaukee        | Tony Kanaan       | Andretti Green Racing | *       |
| 9 juni      | Texas            | Sam Hornish Jr.   | Team Penske           | *       |
| 24 juni     | Iowa Speedway    | Dario Franchitti  | Andretti Green Racing | *       |
| 30 juni     | Richmond         | Dario Franchitti  | Andretti Green Racing | *       |
| 8 juli      | Watkins Glen     | Scott Dixon       | Chip Ganassi Racing   | *       |
| 15 juli     | Nashville        | Scott Dixon       | Chip Ganassi Racing   | *       |
| 22 juli     | Mid-Ohio         | Scott Dixon       | Chip Ganassi Racing   | *       |
| 5 augusti   | Michigan         | Tony Kanaan       | Andretti Green Racing | *       |
| 11 augusti  | Kentucky         | Tony Kanaan       | Andretti Green Racing | *       |
| 26 augusti  | Sears Point      | Scott Dixon       | Chip Ganassi Racing   | *       |
| 2 september | Detroit          | Tony Kanaan       | Andretti Green Racing | *       |
| 9 september | Chicagoland      | Dario Franchitti  | Andretti Green Racing | *       |

### Homestead
| Plats | Förare            | Team                     |
| ----- | ----------------- | ------------------------ |
| 1     | Dan Wheldon       | Chip Ganassi Racing      |
| 2     | Scott Dixon       | Chip Ganassi Racing      |
| 3     | Sam Hornish Jr.   | Team Penske              |
| 4     | Vitor Meira       | Panther Racing           |
| 5     | Tony Kanaan       | Andretti Green Racing    |
| 6     | Ed Carpenter      | Vision Racing            |
| 7     | Dario Franchitti  | Andretti Green Racing    |
| 8     | Tomas Scheckter   | Vision Racing            |
| 9     | Hélio Castroneves | Team Penske              |
| 10    | Buddy Rice        | Dreyer & Reinbold Racing |

### Saint Petersburg
| Plats | Förare            | Team                     |
| ----- | ----------------- | ------------------------ |
| 1     | Hélio Castroneves | Team Penske              |
| 2     | Scott Dixon       | Chip Ganassi Racing      |
| 3     | Tony Kanaan       | Andretti Green Racing    |
| 4     | Marco Andretti    | Andretti Green Racing    |
| 5     | Dario Franchitti  | Andretti Green Racing    |
| 6     | Tomas Scheckter   | Vision Racing            |
| 7     | Sam Hornish Jr.   | Team Penske              |
| 8     | Danica Patrick    | Andretti Green Racing    |
| 9     | Dan Wheldon       | Chip Ganassi Racing      |
| 10    | Buddy Rice        | Dreyer & Reinbold Racing |

### Motegi
| Plats | Förare            | Team                     |
| ----- | ----------------- | ------------------------ |
| 1     | Tony Kanaan       | Andretti Green Racing    |
| 2     | Dan Wheldon       | Chip Ganassi Racing      |
| 3     | Dario Franchitti  | Andretti Green Racing    |
| 4     | Scott Dixon       | Chip Ganassi Racing      |
| 5     | Sam Hornish Jr.   | Team Penske              |
| 6     | Scott Sharp       | Rahal Letterman Racing   |
| 7     | Hélio Castroneves | Team Penske              |
| 8     | Jeff Simmons      | Rahal Letterman Racing   |
| 9     | Tomas Scheckter   | Vision Racing            |
| 10    | Buddy Rice        | Dreyer & Reinbold Racing |

### Kansas
| Plats | Förare            | Team                   |
| ----- | ----------------- | ---------------------- |
| 1     | Dan Wheldon       | Chip Ganassi Racing    |
| 2     | Dario Franchitti  | Andretti Green Racing  |
| 3     | Hélio Castroneves | Team Penske            |
| 4     | Scott Dixon       | Chip Ganassi Racing    |
| 5     | Tomas Scheckter   | Vision Racing          |
| 6     | Sam Hornish Jr.   | Team Penske            |
| 7     | Danica Patrick    | Andretti Green Racing  |
| 8     | Vitor Meira       | Panther Racing         |
| 9     | A.J. Foyt IV      | Vision Racing          |
| 10    | Jeff Simmons      | Rahal Letterman Racing |

### Indianapolis 500
| Plats | Förare            | Team                   |
| ----- | ----------------- | ---------------------- |
| 1     | Dario Franchitti  | Andretti Green Racing  |
| 2     | Scott Dixon       | Chip Ganassi Racing    |
| 3     | Hélio Castroneves | Team Penske            |
| 4     | Sam Hornish Jr.   | Team Penske            |
| 5     | Ryan Briscoe      | Team Penske            |
| 6     | Scott Sharp       | Rahal Letterman Racing |
| 7     | Tomas Scheckter   | Vision Racing          |
| 8     | Danica Patrick    | Andretti Green Racing  |
| 9     | Davey Hamilton    | Vision Racing          |
| 10    | Vitor Meira       | Panther Racing         |

### Milwaukee
| Plats | Förare           | Team                   |
| ----- | ---------------- | ---------------------- |
| 1     | Tony Kanaan      | Andretti Green Racing  |
| 2     | Dario Franchitti | Andretti Green Racing  |
| 3     | Dan Wheldon      | Chip Ganassi Racing    |
| 4     | Scott Dixon      | Chip Ganassi Racing    |
| 5     | Vitor Meira      | Panther Racing         |
| 6     | Scott Sharp      | Rahal Letterman Racing |
| 7     | Ed Carpenter     | Vision Racing          |
| 8     | Danica Patrick   | Andretti Green Racing  |
| 9     | Sam Hornish Jr.  | Team Penske            |
| 10    | Jeff Simmons     | Rahal Letterman Racing |

### Texas
| Plats | Förare           | Team                     |
| ----- | ---------------- | ------------------------ |
| 1     | Sam Hornish Jr.  | Team Penske              |
| 2     | Tony Kanaan      | Andretti Green Racing    |
| 3     | Danica Patrick   | Andretti Green Racing    |
| 4     | Dario Franchitti | Andretti Green Racing    |
| 5     | Vitor Meira      | Panther Racing           |
| 6     | Jeff Simmons     | Rahal Letterman Racing   |
| 7     | Scott Sharp      | Rahal Letterman Racing   |
| 8     | Buddy Rice       | Dreyer & Reinbold Racing |
| 9     | Kosuke Matsuura  | Panther Racing           |
| 10    | Sarah Fisher     | Dreyer & Reinbold Racing |

### Iowa Speedway
| Plats | Förare            | Team                     |
| ----- | ----------------- | ------------------------ |
| 1     | Dario Franchitti  | Andretti Green Racing    |
| 2     | Marco Andretti    | Andretti Green Racing    |
| 3     | Scott Sharp       | Rahal Letterman Racing   |
| 4     | Buddy Rice        | Dreyer & Reinbold Racing |
| 5     | Darren Manning    | A.J. Foyt Enterprises    |
| 6     | Ed Carpenter      | Vision Racing            |
| 7     | Sarah Fisher      | Dreyer & Reinbold Racing |
| 8     | Hélio Castroneves | Team Penske              |
| 9     | Vitor Meira       | Panther Racing           |
| 10    | Scott Dixon       | Chip Ganassi Racing      |

### Richmond
| Plats | Förare           | Team                     |
| ----- | ---------------- | ------------------------ |
| 1     | Dario Franchitti | Andretti Green Racing    |
| 2     | Scott Dixon      | Chip Ganassi Racing      |
| 3     | Dan Wheldon      | Chip Ganassi Racing      |
| 4     | Tony Kanaan      | Andretti Green Racing    |
| 5     | Buddy Rice       | Dreyer & Reinbold Racing |
| 6     | Danica Patrick   | Andretti Green Racing    |
| 7     | Tomas Scheckter  | Vision Racing            |
| 8     | Scott Sharp      | Rahal Letterman Racing   |
| 9     | Vitor Meira      | Panther Racing           |
| 10    | Ed Carpenter     | Vision Racing            |

### Watkins Glen
| Plats | Förare           | Team                     |
| ----- | ---------------- | ------------------------ |
| 1     | Scott Dixon      | Chip Ganassi Racing      |
| 2     | Sam Hornish Jr.  | Team Penske              |
| 3     | Dario Franchitti | Andretti Green Racing    |
| 4     | Tony Kanaan      | Andretti Green Racing    |
| 5     | Marco Andretti   | Andretti Green Racing    |
| 6     | Buddy Rice       | Dreyer & Reinbold Racing |
| 7     | Dan Wheldon      | Chip Ganassi Racing      |
| 8     | Kosuke Matsuura  | Panther Racing           |
| 9     | Darren Manning   | A.J. Foyt Enterprises    |
| 10    | Jeff Simmons     | Rahal Letterman Racing   |

### Nashville
| Plats | Förare            | Team                   |
| ----- | ----------------- | ---------------------- |
| 1     | Scott Dixon       | Chip Ganassi Racing    |
| 2     | Dario Franchitti  | Andretti Green Racing  |
| 3     | Danica Patrick    | Andretti Green Racing  |
| 4     | Sam Hornish Jr.   | Team Penske            |
| 5     | Marco Andretti    | Andretti Green Racing  |
| 6     | Hélio Castroneves | Team Penske            |
| 7     | Scott Sharp       | Rahal Letterman Racing |
| 8     | Dan Wheldon       | Chip Ganassi Racing    |
| 9     | Darren Manning    | A.J. Foyt Enterprises  |
| 10    | Vitor Meira       | Panther Racing         |

### Mid-Ohio
| Plats | Förare            | Team                     |
| ----- | ----------------- | ------------------------ |
| 1     | Scott Dixon       | Chip Ganassi Racing      |
| 2     | Dario Franchitti  | Andretti Green Racing    |
| 3     | Hélio Castroneves | Team Penske              |
| 4     | Tony Kanaan       | Andretti Green Racing    |
| 5     | Danica Patrick    | Andretti Green Racing    |
| 6     | Darren Manning    | A.J. Foyt Enterprises    |
| 7     | Ryan Hunter-Reay  | Rahal Letterman Racing   |
| 8     | Buddy Rice        | Dreyer & Reinbold Racing |
| 9     | Tomas Scheckter   | Vision Racing            |
| 10    | Dan Wheldon       | Chip Ganassi Racing      |

### Michigan
| Plats | Förare           | Team                     |
| ----- | ---------------- | ------------------------ |
| 1     | Tony Kanaan      | Andretti Green Racing    |
| 2     | Marco Andretti   | Andretti Green Racing    |
| 3     | Scott Sharp      | Rahal Letterman Racing   |
| 4     | Kosuke Matsuura  | Panther Racing           |
| 5     | Buddy Rice       | Dreyer & Reinbold Racing |
| 6     | Ryan Hunter-Reay | Rahal Letterman Racing   |
| 7     | Danica Patrick   | Andretti Green Racing    |
| 8     | A.J. Foyt IV     | Vision Racing            |
| 9     | Sam Hornish Jr.  | Team Penske              |
| 10    | Scott Dixon      | Chip Ganassi Racing      |

### Kentucky
| Plats | Förare            | Team                   |
| ----- | ----------------- | ---------------------- |
| 1     | Tony Kanaan       | Andretti Green Racing  |
| 2     | Scott Dixon       | Chip Ganassi Racing    |
| 3     | A.J. Foyt IV      | Vision Racing          |
| 4     | Marco Andretti    | Andretti Green Racing  |
| 5     | Tomas Scheckter   | Vision Racing          |
| 6     | Scott Sharp       | Rahal Letterman Racing |
| 7     | Ed Carpenter      | Vision Racing          |
| 8     | Dario Franchitti  | Andretti Green Racing  |
| 9     | Hélio Castroneves | Team Penske            |
| 10    | Vitor Meira       | Panther Racing         |

### Sears Point
| Plats | Förare            | Team                  |
| ----- | ----------------- | --------------------- |
| 1     | Scott Dixon       | Chip Ganassi Racing   |
| 2     | Hélio Castroneves | Team Penske           |
| 3     | Dario Franchitti  | Andretti Green Racing |
| 4     | Tony Kanaan       | Andretti Green Racing |
| 5     | Sam Hornish Jr.   | Team Penske           |
| 6     | Danica Patrick    | Andretti Green Racing |
| 7     | Dan Wheldon       | Chip Ganassi Racing   |
| 8     | Tomas Scheckter   | Vision Racing         |
| 9     | Vitor Meira       | Panther Racing        |
| 10    | Kosuke Matsuura   | Panther Racing        |

### Detroit
| Plats | Förare           | Team                     |
| ----- | ---------------- | ------------------------ |
| 1     | Tony Kanaan      | Andretti Green Racing    |
| 2     | Danica Patrick   | Andretti Green Racing    |
| 3     | Dan Wheldon      | Chip Ganassi Racing      |
| 4     | Darren Manning   | A.J. Foyt Enterprises    |
| 5     | Kosuke Matsuura  | Panther Racing           |
| 6     | Dario Franchitti | Andretti Green Racing    |
| 7     | Buddy Rice       | Dreyer & Reinbold Racing |
| 8     | Scott Dixon      | Chip Ganassi Racing      |
| 9     | A.J. Foyt IV     | Vision Racing            |
| 10    | Ed Carpenter     | Vision Racing            |

### Chicagoland
| Plats | Förare            | Team                     |
| ----- | ----------------- | ------------------------ |
| 1     | Dario Franchitti  | Andretti Green Racing    |
| 2     | Scott Dixon       | Chip Ganassi Racing      |
| 3     | Sam Hornish Jr.   | Team Penske              |
| 4     | Hélio Castroneves | Team Penske              |
| 5     | Scott Sharp       | Rahal Letterman Racing   |
| 6     | Tony Kanaan       | Andretti Green Racing    |
| 7     | Ryan Hunter-Reay  | Rahal Letterman Racing   |
| 8     | Hideki Mutoh      | Panther Racing           |
| 9     | Buddy Rice        | Dreyer & Reinbold Racing |
| 10    | A.J. Foyt IV      | Vision Racing            |

## Slutställning
| Plats | Förare            | Team                     | Poäng |
| ----- | ----------------- | ------------------------ | ----- |
| 1     | Dario Franchitti  | Andretti Green Racing    | 637   |
| 2     | Scott Dixon       | Chip Ganassi Racing      | 624   |
| 3     | Tony Kanaan       | Andretti Green Racing    | 576   |
| 4     | Dan Wheldon       | Chip Ganassi Racing      | 466   |
| 5     | Sam Hornish Jr.   | Team Penske              | 465   |
| 6     | Hélio Castroneves | Team Penske              | 446   |
| 7     | Danica Patrick    | Andretti Green Racing    | 424   |
| 8     | Scott Sharp       | Rahal Letterman Racing   | 412   |
| 9     | Buddy Rice        | Dreyer & Reinbold Racing | 360   |
| 10    | Tomas Scheckter   | Vision Racing            | 357   |
| 11    | Marco Andretti    | Andretti Green Racing    | 350   |
| 12    | Vitor Meira       | Panther Racing           | 334   |
| 13    | Darren Manning    | A.J. Foyt Enterprises    | 332   |
| 14    | A.J. Foyt IV      | Vision Racing            | 315   |
| 15    | Ed Carpenter      | Vision Racing            | 309   |
| 16    | Kosuke Matsuura   | Panther Racing           | 303   |
| 17    | Sarah Fisher      | Dreyer & Reinbold Racing | 275   |
| 18    | Jeff Simmons      | Rahal Letterman Racing   | 201   |
| 19    | Ryan Hunter-Reay  | Rahal Letterman Racing   | 119   |
| 20    | Milka Duno        | SAMAX Motorsport         | 96    |

## Resultat
| Plats | Förare            | Hom | StP | Jap | Kan | Indy | Mil | Tex | Iowa | Ric | WG | Nas | Mid | Mic | Ken | Son | Det | Chi | Poäng |
| ----- | ----------------- | --- | --- | --- | --- | ---- | --- | --- | ---- | --- | -- | --- | --- | --- | --- | --- | --- | --- | ----- |
| 1     | Dario Franchitti  | 7   | 5   | 3   | 2   | 1    | 2   | 4   | 1*   | 1*  | 3  | 2   | 2   | 13* | 8   | 3*  | 6*  | 1   | 637   |
| 2     | Scott Dixon       | 2   | 2   | 4   | 4   | 2    | 4   | 12  | 10   | 2   | 1* | 1*  | 1   | 10  | 2   | 1   | 8   | 2   | 624   |
| 3     | Tony Kanaan       | 5   | 3   | 1   | 15  | 12*  | 1   | 2   | 16   | 4   | 4  | 18  | 4   | 1   | 1*  | 4   | 1   | 6   | 576   |
| 4     | Dan Wheldon       | 1*  | 9   | 2*  | 1*  | 22   | 3   | 15  | 11   | 3   | 7  | 8   | 10  | 12  | 17  | 7   | 3   | 13  | 466   |
| 5     | Sam Hornish Jr.   | 3   | 7   | 5   | 6   | 4    | 9   | 1*  | 14   | 15  | 2  | 4   | 14  | 9   | 18  | 5   | 12  | 3*  | 465   |
| 6     | Hélio Castroneves | 9   | 1*  | 7   | 3   | 3    | 16* | 16  | 8    | 11  | 18 | 6   | 3*  | 17  | 9   | 2   | 14  | 4   | 446   |
| 7     | Danica Patrick    | 14  | 8   | 11  | 7   | 8    | 8   | 3   | 13   | 6   | 11 | 3   | 5   | 7   | 16  | 6   | 2   | 11  | 424   |
| 8     | Scott Sharp       | 12  | 11  | 6   | 13  | 6    | 6   | 7   | 3    | 8   | 14 | 7   | 11  | 3   | 6   | 14  | 11  | 5   | 412   |
| 9     | Buddy Rice        | 10  | 10  | 10  | 20  | 25   | 18  | 8   | 4    | 5   | 6  | 17  | 8   | 5   | 12  | 11  | 7   | 9   | 360   |
| 10    | Tomas Scheckter   | 8   | 6   | 9   | 5   | 7    | 17  | 14  | 19   | 7   | 13 | 11  | 9   | 11  | 5   | 8   | 13  | 20  | 357   |
| 11    | Marco Andretti    | 20  | 4   | 16  | 19  | 24   | 15  | 19  | 2    | 12  | 5  | 5   | 18  | 2   | 4   | 16  | 17  | 22  | 350   |
| 12    | Vitor Meira       | 4   | 16  | 17  | 8   | 10   | 5   | 5   | 9    | 9   | 17 | 10  | 17  | 18  | 10  | 9   | 15  | 18  | 334   |
| 13    | Darren Manning    | 13  | 12  | 12  | 11  | 20   | 11  | 13  | 5    | 14  | 9  | 9   | 6   | 15  | 13  | 12  | 4   | 21  | 332   |
| 14    | A.J. Foyt IV      | 18  | 13  | 13  | 9   | 14   | 13  | 17  | 12   | 13  | 15 | 12  | 13  | 8   | 3   | 15  | 9   | 10  | 315   |
| 15    | Ed Carpenter      | 6   | 18  | 15  | 17  | 17   | 7   | 18  | 6    | 10  | 12 | 13  | 16  | 14  | 7   | 13  | 10  | 16  | 309   |
| 16    | Kosuke Matsuura   | 16  | 17  | 18  | 18  | 16   | 11  | 9   | 15   | 17  | 8  | 16  | 12  | 4   | 11  | 10  | 5   | 17  | 303   |
| 17    | Sarah Fisher      | 11  | 15  | 14  | 12  | 18   | 14  | 10  | 7    | 16  | 16 | 15  | 15  | 16  | 14  | 17  | 16  | 12  | 275   |
| 18    | Jeff Simmons      | 17  | 14  | 8   | 10  | 11   | 10  | 6   | 17   | 18  | 10 | 14  |     |     |     |     |     |     | 201   |
| 19    | Ryan Hunter-Reay  |     |     |     |     |      |     |     |      |     |    |     | 7   | 6   | 15  | 18  | 18  | 7   | 119   |
| 20    | Milka Duno        |     |     |     | 14  | 31   |     | 11  | 18   | 19  |    | Wth |     | 19  |     |     |     | 15  | 96    |
| 21    | Marty Roth        | 15  |     |     | 21  | 28   |     |     |      |     |    |     |     |     |     |     |     | 14  | 53    |
| 22    | Alex Barron       | 19  |     |     | 16  | 15   |     |     |      |     |    |     |     |     |     |     |     |     | 41    |
| 23    | Jon Herb          |     |     |     |     | 32   |     | 20  |      |     |    |     |     | 20  |     |     |     |     | 34    |
| 24    | Ryan Briscoe      |     |     |     |     | 5    |     |     |      |     |    |     |     |     |     |     |     |     | 30    |
| 25    | Hideki Mutoh      |     |     |     |     |      |     |     |      |     |    |     |     |     |     |     |     | 8   | 24    |
| 26    | Davey Hamilton    |     |     |     |     | 9    |     |     |      |     |    |     |     |     |     |     |     |     | 22    |
| 27    | Michael Andretti  |     |     |     |     | 13   |     |     |      |     |    |     |     |     |     |     |     |     | 17    |
| 28    | Buddy Lazier      |     |     |     |     | 19   |     |     |      |     |    |     |     |     |     |     |     |     | 12    |
| 29    | P.J. Chesson      |     |     |     |     |      |     |     |      |     |    |     |     |     |     |     |     | 19  | 12    |
| 30    | Roger Yasukawa    |     |     |     |     | 21   |     |     |      |     |    |     |     |     |     |     |     |     | 12    |
| 31    | Richie Hearn      |     |     |     |     | 23   |     |     |      |     |    |     |     |     |     |     |     |     | 12    |
| 32    | Al Unser Jr.      |     |     |     |     | 26   |     |     |      |     |    |     |     |     |     |     |     |     | 10    |
| 33    | Jaques Lazier     |     |     |     |     | 27   |     |     |      |     |    |     |     |     |     |     |     |     | 10    |
| 34    | Phil Giebler      |     |     |     |     | 29   |     |     |      |     |    |     |     |     |     |     |     |     | 10    |
| 35    | J. Andretti       |     |     |     |     | 30   |     |     |      |     |    |     |     |     |     |     |     |     | 10    |
| 36    | Roberto Moreno    |     |     |     |     | 33   |     |     |      |     |    |     |     |     |     |     |     |     | 10    |
|       | P.J. Jones        |     |     |     |     | DNQ  |     |     |      |     |    |     |     |     |     |     |     |     | 0     |
|       | Jimmy Kite        |     |     |     |     | DNQ  |     |     |      |     |    |     |     |     |     |     |     |     | 0     |